# Liang Na
Liang Na (chiń. 梁妠; ur. 116, zm. 150) – znana również jako cesarzowa Shunlie (順烈皇后, dosłownie dobra i uczynna cesarzowa). Żona cesarza Chin Shuna (125–144). Po śmierci męża była regentką jego syna i następcy, a później kolejno dwóch kolejnych cesarzy. Przez ówczesnych i późniejszych pisarzy była uznawana za zdolną i dobrą regentkę, ale pod koniec swojego panowania powierzyła pieczę nad sprawami państwa swojemu okrutnemu i skorumpowanemu bratu Liang Ji, którego poczynania doprowadziły do przewrotu pałacowego i wymordowania klanu Liang.

## Pochodzenie
Przyszła cesarzowa urodziła się w 116 jako córka Liang Shanga – wysokiego urzędnika i markiza Chengshi, wnuka brata słynnej konkubiny Liang matki cesarza He (88–105). Liang Na była opisywana jako wyjątkowo uzdolniona w haftowaniu i szyciu, wiadomo też że znała historię i klasyków konfucjańskich.
W 128 mająca dwanaście lat Liang Na została wybrana na jedną z konkubin cesarza Shuna, który wtedy miał lat trzynaście. Szybko została jego ulubioną konkubiną i wiadomo, że  często odmawiała mu kontaktów seksualnych motywując to tym, że cesarz musi mieć jak najwięcej okazji na spłodzenie dziedzica z innymi konkubinami i zaskoczony jej mądrością cesarz pokochał ją jeszcze mocniej. W 131, kiedy rozważał nadanie którejś z konkubin tytułu cesarzowej, postanowił pozostawić wybór bogom i napisał na sosnowej deseczce imiona swoich czterech ukochanych konkubin, po czym zostawił ją w świątyni i zabronił wchodzić komukolwiek do środka pod groźbą śmierci. Następnego dnia liście rosnącego wewnątrz świątyni drzewka pokryły całą posadzkę i leżące na niej deseczki oprócz miejsca, w którym napisane było imię konkubiny Liang Na. Szczęśliwy cesarz mianował ją cesarzową na początku 132.

## Cesarzowa
Jako cesarzowa Liang Na była dawana za przykład innym kobietom na dworze ze względu na swoją skromność i za to, że za nic cesarz nie mógł jej namówić na jakiekolwiek wywyższenie członków jej rodziny, chociaż sam bardzo im ufał – wyniósł jej ojca Liang Shanga do pozycji wielkiego marszałka. Liang Shang był dobrze wychowanym i uczciwym człowiekiem pozbawionym jednak jakichkolwiek umiejętności. W tym samym czasie bracia młodej cesarzowej: Liang Ji i Liang Buyi również otrzymali wysokie stanowiska.
W 141 zmarł Liang Shang, a cesarz nierozważnie powierzył jego stanowisko Liang Ji, który wkrótce stał się najpotężniejszą osobą w państwie.
Przez cały czas panowania męża, cesarzowa była jego najbardziej ukochaną żoną, chociaż nie urodziła mu dzieci – jego jedyny syn, Liu Bing urodził się w 143 jako dziecko konkubiny Yu. W rok później umierający już cesarz nadał niemowlęciu tytuł następcy tronu i w kilka miesięcy później już nie żył. Następca tronu został cesarzem i przyjął imię Chong, a Liang Na została cesarzową wdową i regentką.

## Regentka cesarzy Chong i Zhi
Cesarzowa wdowa wydawała się być zadowolona z takiego obrotu sprawy, szybko obsadzając najwyższe stanowiska zaufanymi ludźmi. Miała być bardzo władcza, uważając, że ta cecha przystoi jej jako regentce i cesarzowej. 
W 145 młody cesarz Chong zmarł pozostawiając sprawę sukcesji tronu swojej macosze, która wezwała na dwór kuzynów trzeciego stopnia zmarłego cesarza, Liu Suana, księcia Qinghe i Liu Zuana, księcia Bohai, jako możliwych następców. Liu Suan był dobrze wychowanym i odpowiednim na to stanowisko młodzieńcem, ale brat wielkiej cesarzowej wdowy, Liang Ji chciał młodego cesarza, którym można by było kierować jak marionetką i doprowadził do wyboru siedmioletniego Liu Zuana, który został cesarzem Zhi (145–146), w którego imieniu regentką została wielka cesarzowa wdowa.
W 146 młody cesarz oskarżył Lianga Ji o korupcję i nadużycia, nazywając go „aroganckim dowódcą”, wskutek czego został przezeń otruty, co stało się bez zgody i wiedzy wielkiej cesarzowej wdowy Liang Na. Najwyżsi urzędnicy poprosili o wybranie księcia Liu Suana na cesarza, lecz Liang Ji zaprotestował wybierając z siostrą czternastoletniego Liu Zhi, markiza Liwu, który poślubił siostrę Lianga Ji i wielkiej cesarzowej wdowy Liang Nüying, zostawszy cesarzem przybrał imię Huan (146–168) i przez kilka najbliższych lat regentką pozostawała wielka cesarzowa wdowa Liang Na.

## Regentka cesarza Huana
Jako regentka, wielka cesarzowa wdowa Liang w znacznym stopniu kontynuowała swoją wcześniejszą politykę, Liang Ji stał się jeszcze bogatszy i potężniejszy.
W 147 cesarz Huan nadał swojej konkubinie Liang Nüying tytuł cesarzowej, pod koniec tego roku oskarżył Li Gu i księcia Liu Suana o spisek i plany zbrojnego powstania. Książę utracił swój tytuł, który zamieniono tytułem markiza Weishi i popełnił samobójstwo, a Li Gu i inny urzędnik przeciwny rządom Lianga Ji, Du Qiao zostali ścięci.
W 150 wielka cesarzowa wdowa Liang Na ogłosiła koniec swojej regencji i podczas uroczystości przekazała cesarzowi Huanowi insygnia władzy cesarskiej i całą władzę. Zmarła w rok później najprawdopodobniej na raka jajników i została pochowana ze swoim mężem, cesarzem Shunem. Pozbawiony nadzoru siostry Liang Ji przejął władzę nad całym imperium, stając się coraz bardziej okrutnym i skorumpowanym człowiekiem. To spowodowało nieoczekiwaną reakcję ze strony cesarza – wraz z eunuchami w 159 roku zawiązał spisek w  wymierzony przeciw Liang Ji. Klan Liang został wymordowany.